# Euophrys valens
Euophrys valens är en spindelart som beskrevs av Bösenberg, Lenz 1894 [1895. Euophrys valens ingår i släktet Euophrys och familjen hoppspindlar. Inga underarter finns listade i Catalogue of Life.